# Década de 440
Séculos: (Século IV - Século V - Século VI)
Décadas: 390 400 410 420 430 - 440 - 450 460 470 480 490
Anos: 440 - 441 - 442 - 443 - 444 - 445 - 446 - 447 - 448 - 449